# Artículo 14 bis
El artículo 14 bis fue uno de los dos únicos que se hizo al texto de la Constitución Argentina de 1853  como resultado de la reforma constitucional de 1957. La norma incluyó en la Constitución derechos correspondientes al constitucionalismo social, luego de que la reforma constitucional de 1949 fuera derogada por una proclama militar en 1955. Debido a que el texto fue aprobado por una convención constituyente convocada por una dictadura y en elecciones no libres, la reforma fue cuestionada en su validez por diversos juristas y sectores políticos. La Convención Constituyente de 1994 convalidó la norma.

## Antecedentes
El artículo 14 bis tiene sus antecedentes en el Derecho del trabajo, corriente normativa que excluyó del Derecho civil la regulación de las relaciones entre trabajadores y empleadores, estableciendo su autonomía como rama del Derecho. El Derecho del trabajo se diferencia del Derecho civil por partir de la base del reconocimiento de la desigualdad entre ambas partes del contrato de trabajo, estableciendo protecciones y mínimos irrenunciables a favor de la parte trabajadora. Las primeras leyes reconociendo derechos a los trabajadores surgieron en Europa en la segunda mitad del siglo XIX. En Argentina la primera ley de derecho laboral fue la ley de descanso dominical n.º 4661 aprobada en 1905, presentada por el primer diputado socialista de América, Alfredo Palacios.
La importancia social del Derecho del trabajo, llevó a que sus principios y principales normas comenzaran a ser incorporadas a las constituciones escritas que se habían generalizado en el siglo XIX, en un movimiento conocido como constitucionalismo social. México en 1917 fue el primer país del mundo en incorporar los derechos de los trabajadores a su Constitución. En Argentina el constitucionalismo social tuvo su primera expresión en la Constitución de la Provincia de Santa Fe de 1921 -a nivel provincial- y en la reforma constitucional de 1949, ambas derogadas por mecanismos de facto.
La reforma constitucional de 1949 incluyó los derechos de los trabajadores en el artículo 37. El artículo 37 estableció también la igualdad jurídica entre varones y mujeres, la protección de la familia, la maternidad y la niñez, los derechos de la ancianidad y los derechos culturales, entre ellos la gratuidad de la educación primaria y la autonomía universitaria.
La reforma constitucional de 1949 fue derogada por una proclama de la dictadura cívico-militar instalada en 1955, restaurando el texto liberal de la Constitución de 1853.

## Contexto histórico
El gobierno de la Revolución Libertadora, surgido del golpe de Estado de septiembre de 1955, dejó sin efecto al año siguiente las reformas de 1949, y convocó a un Congreso Constituyente. Durante el mismo se ratificó la derogación de la reforma peronista y se inició la discusión de artículos adicionales, que confirmaran algunos de los derechos civiles y laborales que ésta había introducido. En la redacción del artículo desempeñó un importante papel el convencional radical Luis María Jaureguiberry. En la aprobación del artículo, fue importante la acción de Crisólogo Larralde, quien no era convencional pero era en ese momento presidente del Comité Nacional de la Unión Cívica Radical, haciéndose presente en Santa Fe y gestionando la presencia en sus bancas de los convencionales radicales, cuando luego de convalidar la derogación de la Constitución de 1949 y el restablecimiento del texto de 1853, comenzaban a retirarse, hecho que sucedió inmediatamente después de votar el artículo nuevo, dejando sin quórum la convención.

## Proyectos y despacho de comisión
El despacho tratado por la Convención Constituyente fue elaborado por la Subcomisión de Derechos Sociales y Gremiales de la Comisión Reformadora. La misma estuvo integrada por once miembros, de los cuales seis pertenecían a la Unión Cívica Radical del Pueblo. El proyecto original fue elaborado por Carlos Bravo.
El despacho fue presentado al pleno de la Convención el 20 de octubre de 1957, y fue explicado por los tres constituyentes radicales mencionados al día siguiente. El texto original propuesto por el despacho de la Comisión decía lo siguiente:

Incorpórase a continuación del artículo 14 los siguientes artículos nuevos.

Artículo nuevo - El trabajo en sus diversas formas gozarán de la protección de las leyes, las que deberán asegurar al trabajador:
Condiciones dignas y equitativas. Protección contra el despido arbitrario. Estabilidad  del empleado público. Retribución justa, salario mínimo, vital y móvil, jornada limitada, descanso y vacaciones remuneradas. Igual remuneración por igual tarea. Seguridad e higiene en el trabajo. Formación, cultura y elevación profesional. Participación en las ganancias de las empresas; control en la producción y dirección. Seguridad social irrenunciable. Seguro social obligatorio prestado por entidades con autonomía financiera y económica administradas por los interesados con participación del Estado. Protección contra el desempleo. Jubilaciones y pensiones móviles. Rehabilitación integral de los incapacitados. Fomento de la cooperación libre. Vivienda digna.

Artículo nuevo - La ley asegurará a los gremios los siguientes derechos:
De organizarse libremente. De ser reconocidos sin otro requisito que la inscripción en un registro especial. De concertar los contratos colectivos de trabajo. De huelga. Inmunidades para los representantes sindicales en las tramitaciones y conflictos gremiales. A la conciliación y al arbitraje.

Artículo nuevo - La ley asegurará:
La protección integral de la familia. La protección a la maternidad, infancia y minoridad. El bien de familia. Compensación económica familiar.

Artículo nuevo - El Congreso dictará el Código de Trabajo y Seguridad Social.
Fuente: El Litoral.

El informe sobre los derechos sociales que elaboró la Subcomisión de Derechos Sociales y Gremiales de la Comisión Reformadora, estuvo a cargo de los convencionales Luis María Jaureguiberry, que informó sobre las normas de Derecho del Trabajo, Carlos Bravo (UCRP), que informó sobre las denominaciones utilizadas, y Mario Giordano Echegoyen (UCRP), que informó sobre las normas de seguridad social.

## Modificaciones en el plenario
Durante el debate en el plenario, el texto del despacho sería pulido y precisado, a la vez que algunos derechos serían excluidos. Los principales cambios fueron la eliminación de los derechos a la seguridad e higiene en el trabajo a la formación profesional, a la protección contra el desempleo, a la rehabilitación de los incapacitados, al fomento de la cooperación libre y a la protección a la maternidad, infancia y minoridad. Otro cambio importante fue la inclusión del derecho del trabajador a organizarse en sindicatos, que no estaba expresamente contemplado en el despacho de la comisión.
| Artículo 14 bis                                                                            | Artículo 14 bis | Artículo 14 bis                                                                                     | Artículo 14 bis | Artículo 14 bis |
| Despacho                                                                                   | Decisión        | Cambios                                                                                             | Texto aprobado | Párrafo         |
| ------------------------------------------------------------------------------------------ | --------------- | --------------------------------------------------------------------------------------------------- | --- | --------------- |
| Condiciones dignas y equitativas                                                           | Queda           | Leve                                                                                                | Condiciones dignas y equitativas de labor | 1º              |
| Protección contra el despido arbitrario                                                    | Queda           | Sin cambio                                                                                          | Protección contra el despido arbitrario | 1º              |
| Estabilidad del empleado público                                                           | Queda           | Sin cambio                                                                                          | Estabilidad del empleado público | 1º              |
| Retribución justa                                                                          | Queda           | Sin cambio                                                                                          | Retribución justa | 1º              |
| Salario mínimo, vital y móvil                                                              | Queda           | Mínimo cambio                                                                                       | Salario mínimo vital móvil | 1º              |
| Jornada limitada                                                                           | Queda           | Sin cambio                                                                                          | Jornada limitada | 1º              |
| Descanso y vacaciones remuneradas                                                          | Queda           | Cambio menor                                                                                        | Descanso y vacaciones pagados | 1º              |
| Igual remuneración por igual tarea                                                         | Queda           | Sin cambio                                                                                          | Igual remuneración por igual tarea | 1º              |
| Seguridad e higiene en el trabajo                                                          | Eliminado       | | |                 |
| Formación, cultura y elevación profesional                                                 | Eliminado       | | |                 |
| Participación en las ganancias de las empresas                                             | Queda           | Sin cambio                                                                                          | Participación en las ganancias de las empresas | 1º              |
| control en la producción y dirección                                                       | Queda           | Con cambios                                                                                         | ...con control de la producción y colaboración en la dirección;                                                                                                  | 1º              |
| Seguridad social irrenunciable                                                             | Queda           | Con cambios                                                                                         | El Estado otorgará los beneficios de la seguridad social, que tendrá carácter de integral e irrenunciable.                                                       | 3º              |
| Seguro social obligatorio prestado por entidades con autonomía financiera y económica      | Queda           | Con cambios                                                                                         | Seguro obligatorio, que estará a cargo de entidades nacionales o provinciales con autonomía financiera y económica                                               | 3º              |
| ...administradas por los interesados con participación del Estado.                         | Queda           | Sin cambios                                                                                         | ...administradas por los interesados con participación del Estado                                                                                                | 3º              |
|                                                                                            |                 | Agregado                                                                                            | ...sin que pueda existir superposición de aportes. | 3º              |
| Protección contra el desempleo                                                             | Eliminado       | | |                 |
| Jubilaciones y pensiones móviles                                                           | Queda           | Sin cambios                                                                                         | Jubilaciones y pensiones móviles | 3º              |
| Rehabilitación integral de los incapacitados                                               | Eliminado       | | |                 |
| Fomento de la cooperación libre                                                            | Eliminado       | | |                 |
| Vivienda digna                                                                             | Queda           | Sin cambios                                                                                         | Vivienda digna | 3º              |
| La ley asegurará a los gremios los siguientes derechos:                                    | Queda           | Cambios importantes. Se modifica la consideración de "derechos" por "garantías".                    | Queda garantizado a los gremios | 2º              |
| De organizarse libremente                                                                  | Queda           | Cambios importantes. En el dictamen era derecho de los gremios y se cambió a derecho del trabajador | Organización sindical libre y democrática | 1º              |
| De ser reconocidos sin otro requisito que la inscripción en un registro especial           | Queda           | Cambios importantes. En el dictamen era derecho de los gremios y se cambió a derecho del trabajador | reconocida por la simple inscripción en un registro especial | 1º              |
| De concertar los contratos colectivos de trabajo                                           | Queda           | Leves                                                                                               | Concertar convenios colectivos de trabajo | 2º              |
| De huelga                                                                                  | Queda           | Leves                                                                                               | El derecho de huelga | 2º              |
| Inmunidades para los representantes sindicales en las tramitaciones y conflictos gremiales | Queda           | Con cambios                                                                                         | Los representantes gremiales gozarán de las garantías necesarias para el cumplimiento de su gestión sindical y las relacionadas con la estabilidad de su empleo. | 2º              |
| A la conciliación y al arbitraje                                                           | Queda           | Leves                                                                                               | recurrir a la conciliación y al arbitraje | 2º              |
| Protección integral de la familia                                                          | Queda           | Sin cambios                                                                                         | Protección integral de la familia | 3º              |
| Protección a la maternidad, infancia y minoridad                                           | Eliminado       | | |                 |
| El bien de familia                                                                         | Queda           | Leve                                                                                                | La defensa del bien de familia | 3º              |
| Compensación económica familiar                                                            | Queda           | Sin cambios                                                                                         | Compensación económica familiar | 3º              |

## Texto del artículo 14 bis
El trabajo en sus diversas formas gozará de la protección de las leyes, las que asegurarán al trabajador: condiciones dignas y equitativas de labor; jornada limitada; descanso y vacaciones pagados; retribución justa; salario mínimo vital y móvil; igual remuneración por igual tarea; participación en las ganancias de las empresas, con control de la producción y colaboración en la dirección; protección contra el despido arbitrario; estabilidad del empleado público; organización sindical libre y democrática, reconocida por la simple inscripción en un registro especial.
El Estado otorgará los beneficios de la seguridad social, que tendrá carácter de integral e irrenunciable. En especial, la ley establecerá: el seguro social obligatorio, que estará a cargo de entidades nacionales o provinciales con autonomía financiera y económica, administradas por los interesados con participación del Estado, sin que pueda existir superposición de aportes; jubilaciones y pensiones móviles; la protección integral de la familia; la defensa del bien de familia; la compensación económica familiar y el acceso a una vivienda digna.

## Análisis

### Primer párrafo (derecho individual del trabajo)
- La idea de que "el trabajo en sus diversas formas gozará de la protección de las leyes", ha sostenido las leyes protectoras, no solo de las formas típicas del trabajo, sino de las formas atípicas, cada vez más difundidas: trabajo doméstico, construcción, rural, a domicilio, semiautónomo, etc.
- La garantía de "salario mínimo vital y móvil"
- La norma de "igual retribución por igual tarea"
- La garantía de "protección contra el despido arbitrario"
- La estabilidad del empleado público llevó a sancionar estatutos que impiden el despido arbitrario de los empleados públicos. Sin embargo á partir de los años 1990 el Estado Argentino ha comenzado a contratar masivamente a sus empleados mediante sistemas no-laborales que permiten el despido arbitrario sin indemnización.
- La garantía de una "organización sindical libre y democrática, reconocida por la simple inscripción en un registro especial" ha impulsado mecanismos de pluralidad sindical, como la posibilidad de cualquier grupo de trabajadores de crear sindicatos "simplemente inscriptos", aún sin tener que demostrar mayor representatividad.

### Segundo párrafo (derecho colectivo del trabajo)
El segundo párrafo del artículo 14 bis está dedicado a los "derechos de los gremios". En Argentina la palabra "gremio" suele ser usada como sinónimo de "sindicato", pero también como sinónimo el grupo colectivo de trabajadores que pertenecen a un mismo oficio o una misma rama de la producción. Durante el debate, los autores del despacho aclararon que era en este segundo significado, como colectivo de trabajadores de un mismo oficio o rama, que habían utilizado el término en el artículo. Cornagla sostiene que, en este párrafo, los convencionales de 1957 estaban garantizando derechos de incidencia colectiva.
En este párrafo suele destacarse:
- La inclusión del derecho de huelga. El derecho de huelga había sido tratado en la reforma constitucional de 1949 y finalmente se optó por no incluirlo, debido a que los constituyentes consideraban la huelga como un hecho -y no como un derecho- que no podía ser limitado ni reglamentado. Durante el debate en 1957, Bravo aclaró expresamente que la Comisión había adoptado la postura de considerarlo como un "derecho colectivo" y no como un "derecho individual" del trabajador, garantizando una protección amplia, que incluía las huelgas de solidaridad, las huelgas de empleados estatales y los piquetes.
- La referencia a la conciliación y al arbitraje ha creado un mecanismo legal de resolución de conflictos, regulado por ley, para que en caso de huelgas o medidas de acción directa como los despidos colectivos, se pueda abrir un período previo de 15 días de negociaciones entre empleadores y sindicatos moderadas por el Estado.
- Las garantías de estabilidad para los representantes gremiales, conocidas como "fuero sindical", establecieron la prohibición absoluta de despedir, no solo al dirigente sindical, sino al delegado de los trabajadores en el lugar de trabajo.

### Tercer párrafo (seguridad social)
Este párrafo menciona: 
Son derechos que se otorgan a beneficiarios de la seguridad social: 
- La referencia a un sistema de seguridad social integral otorgada por el Estado no se ha cumplido. El Estado solo parcialmente ha otorgado seguridad social, y ese rol se ha reducido a partir de los años 1990, año en el cual se privatizaron las pensiones y jubilaciones con un sistema de Administradora de Fondos de Jubilaciones y Pensiones privadas, establecidas por Ley N.º 24.241 de 1993 y dejadas sin efecto en 2009. En la primera década y media del siglo XXI la seguridad social volvió a ampliarse con mecanismos como la Asignación Universal por Hijo y las jubilaciones para amas de casa y trabajadores informales.
- Seguro social. Nunca existió, porque el sistema funciona sobre la base de servicios sindicales (obras sociales) de descuento obligatorio, establecido progresivamente desde la década de 1930 y consolidado con la Ley N.º 18.610 sancionada en 1970, actualmente regulado por la Ley N° 23.660.
- Las pensiones móviles nunca se han cumplido cabalmente, porque las liquidaciones del Estado históricamente han sido menores que la inflación, y han dado lugar a masivos juicios por parte de los ancianos contra el Estado.
- Protección integral a la familia. La frase fue rechazada por el bloque demócrata cristiano, que amenazó con abandonar la sesión si no se restringía a la "familia legítima".
- El bien de familia existe desde el año 1954, establecido por la Ley N.º 14.394..
- La compensación económica familiar se instrumentó en la forma de "salario familiar" sobre un sistema de cámaras compensadoras administradas por el Estado, reguladas por la Ley 24.714, que ha demostrado ser un sistema bastante eficiente debido al mecanismo colectivo compensatorio entre empleadores, y que ha sido universalizado con la Asignación Universal por Hijo establecida por el Decreto N.º 1602/2009, con el fin de incluir a los hijos de trabajadores y trabajadoras no registrados.
- El cumplimiento de la garantía de acceso a una vivienda digna ha oscilado mucho en el tiempo, debido a la variedad de sistemas y planes para cumplir la garantía.